# Модифікації тіла

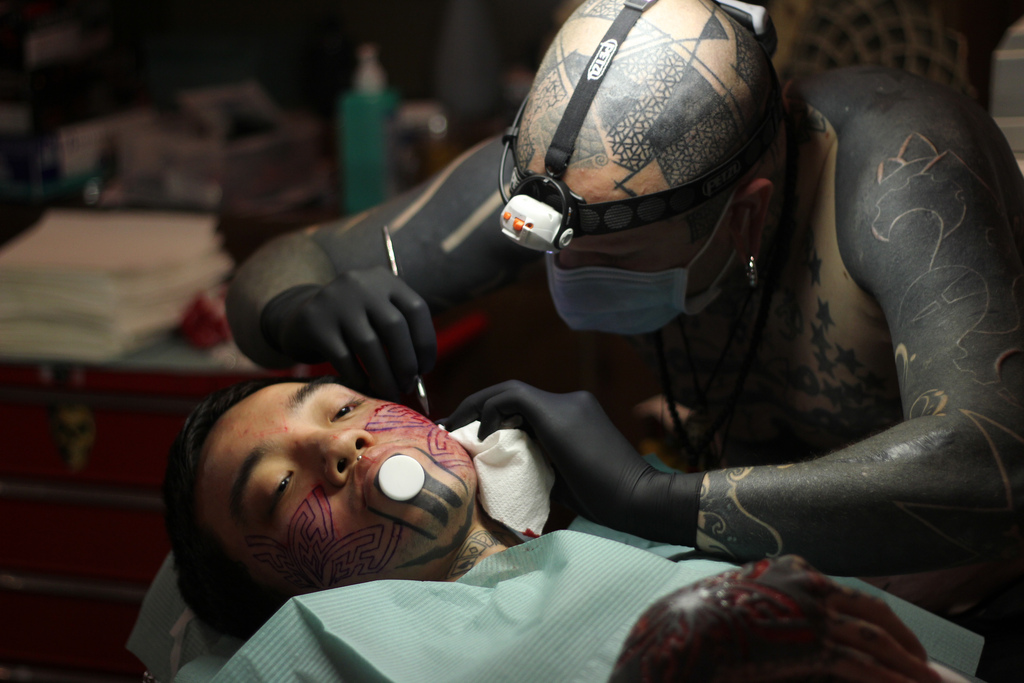
Процес Шрамування

Модифікація тіла або зміна тіла — це навмисна зміна анатомії людини або фенотипу.
Це часто робиться для естетики, обрядів, релігійних переконань, або приналежність для створення боді-арту, а також для самовираження, серед інших. У найширшому визначенні модифікація тіла містить у собі пластичну хірургію, соціально прийнятним (наприклад пірсинг сприймається в багатьох суспільствах), і релігійні обряди (наприклад, обрізання в низці культур).

## Види модифікацій
- Пірсинг
- Тунель (прикраса)
- Тату рукава
- Тату костюм
- Татуювання
- Шрамування
- Спліт язика
- Емаскуляція
- Бинтування ніг

## Люди, відомі завдяки модифікаціям тіла
- Matt Gone
- Katzen[en]
- The Enigma
- The Lizardman[en]
- Stalking Cat[en]
- Lucky Diamond Rich[en]
- Джулія Гнусе
- Leopard Man of Skye[en]
- Рік Дженест
- Isobel Varley[en]